# Calinaga lactoris
Calinaga lactoris är en fjärilsart som beskrevs av Hans Fruhstorfer 1908. Calinaga lactoris ingår i släktet Calinaga och familjen praktfjärilar. Inga underarter finns listade i Catalogue of Life.